# 洛克波特鎮區 (密歇根州)
洛克波特鎮區（英語：Lockport Township）是位於美國密歇根州聖約瑟夫縣的一個行政鎮區。

## 地方資料
洛克波特鎮區的面積為81.00平方千米，當中陸地面積為76.70平方千米，而水域面積為4.30平方千米。根據2020年美國人口普查的數據，當地共有人口3729人，而人口密度為每平方千米46.04人。